# Flint Cross
Flint Cross – osada w Anglii, w hrabstwie Cambridgeshire, w dystrykcie South Cambridgeshire.